# Sjednocený judaismus Tóry
Sjednocený judaismus Tóry (hebrejsky יהדות התורה המאוחדת, Jahadut ha-Tora ha-Me'uchedet) je aliance dvou aškenázských ultraortodoxních politických stran v Izraeli, která vznikla roku 1992. Mezi strany tvořící tuto alianci patří Agudat Jisra'el a Degel ha-Tora.
Strany spolu sice ne vždy souhlasí nad jednotlivými politickými tématy, nicméně během let se naučily spolupracovat a vytvořily jednotný blok stran, aby ve volbách do Knesetu získaly maximální počet poslaneckých mandátů.
Po vstupu do Šaronovy vládní koalice v roce 2004 došlo k oddělení obou stran, které trvalo až do roku 2006, kdy se konaly parlamentní volby. Tehdy se obě strany opět sjednotily do původní aliance, aby maximalizovaly volební zisk. V parlamentních volbách v roce 2013 strana získala celkem 7 poslaneckých mandátů. Ve volbách v roce 2015 strana získala o jeden poslanecký mandát méně. Obdržela 210 143 hlasů (4,99 % všech platných).
V letech 2022 až 2025 byla součástí šesté vlády Benjamina Netanjahua, ale v červenci 2025 vládu opustila v souvislosti se sporem o výjimku z branné povinnosti pro ultraortodoxní židy.
Strana je řazena mezi strany tzv. národního tábora.